# Oratha significata
Oratha significata là một loài bướm đêm trong họ Geometridae.